# Zez Confrey
Edward Elzear « Zez » Confrey (3 avril 1895, Peru, Illinois - 22 novembre 1971, Lakewood, New Jersey) est un pianiste et compositeur américain de musique ragtime, spécialiste du genre novelty. Sa pièce la plus célèbre est Dizzy Fingers, publiée en 1921.

## Liste des compositions
Fin des années 1910
- On the Banks of Dear Old Illinois
- Over the Top
- Twaify's Piano [non publié]

1921
- My Pet
- Kitten On The Keys
- You Tell 'Em Ivories
- Greenwich Witch
- Poor Buttermilk

1922
- Stumbling
- Stumbling (Paraphrase)
- Coaxing The Piano
- Tricks
- Dumbell
- Dizzy Fingers
- Kitten On The Keys Song

1923
- Three Little Oddities
- Nickel In The Slot
- Anticipation

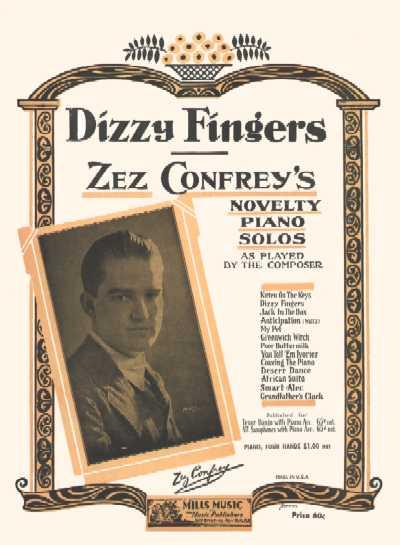
Dizzy Fingers (1921)

- Zez Confrey's Modern Course in Novelty Piano Playing

1924
- African Suite
- Who Do You Suppose?

1925
- Charleston Chuckles
- Träumerei [d'après Schumann]
- Spring Song
- Melody In F [d'après Mendelsohnn]
- Flower Song [d'après Lange]
- Home Sweet Home
- Humorestless
- There's No One Can Love Me Like You
- Zez Confrey's Conception of Six Old Masterpieces for Piano

1926
- Fantasy (Classical)
- Fantasy (Jazz)
- Jack In The Box

1927
Jay Walk
Valse Mirage
1928
- Sparkling Waters

1929
- Concert Etude

1931
- Buffoon
- Heaven's Garden

1932
- Wistfulness
- Champagne
- Moods of a New Yorker (Suite)
- Indian Prayer
- Desert Dance
- In The South Of France
- Phantom Cadets

1933
- Grandfather's Clock
- Smart Alec

1934
- Sittin' On a Log, Pettin' My Dog

1935
- Arabian Maid
- Blue Tornado
- Giddy Ditty
- Lullaby From Mars
- Mouse's Hooves
- Rag Doll Dimples
- Rhythm Venture
- A Heart Like The Ocean
- Tin Pan Symphony

1936
- Audacity
- Motif Du Concert
- Midsummer's Nightmare
- Tap Dance Of The Chimes
- Meandering
- Ultra-Ultra
- Wise Cracker Suite
- Home-Run On The Keys
- Sugar Dance
- Sunshine From The Fingers

1937
- Sport Model Encore

1939
- The Hobble De Hoy

1943
- Forgive Me, Silent Soldier

1944
- Dancing Shadow
- Parade Of The Jumping Beans
- Pickle Pepper Polka
- Elihu's Harmonica

1945
- Tune For Mademoiselle
- Amazonia
- Flutter By Butterfly
- Rag Doll Carnival

1949
- Four Candy Pieces

1951
- Thanksgiving: A Miniature Opera
- Song Of Thanksgiving

1959
- Piano Sketch Of A Symphony Orchestra (d'après des thèmes de Tchaïkovski)
- Fourth Dimension
- Four Circus Pieces